# Gaspare Martellini

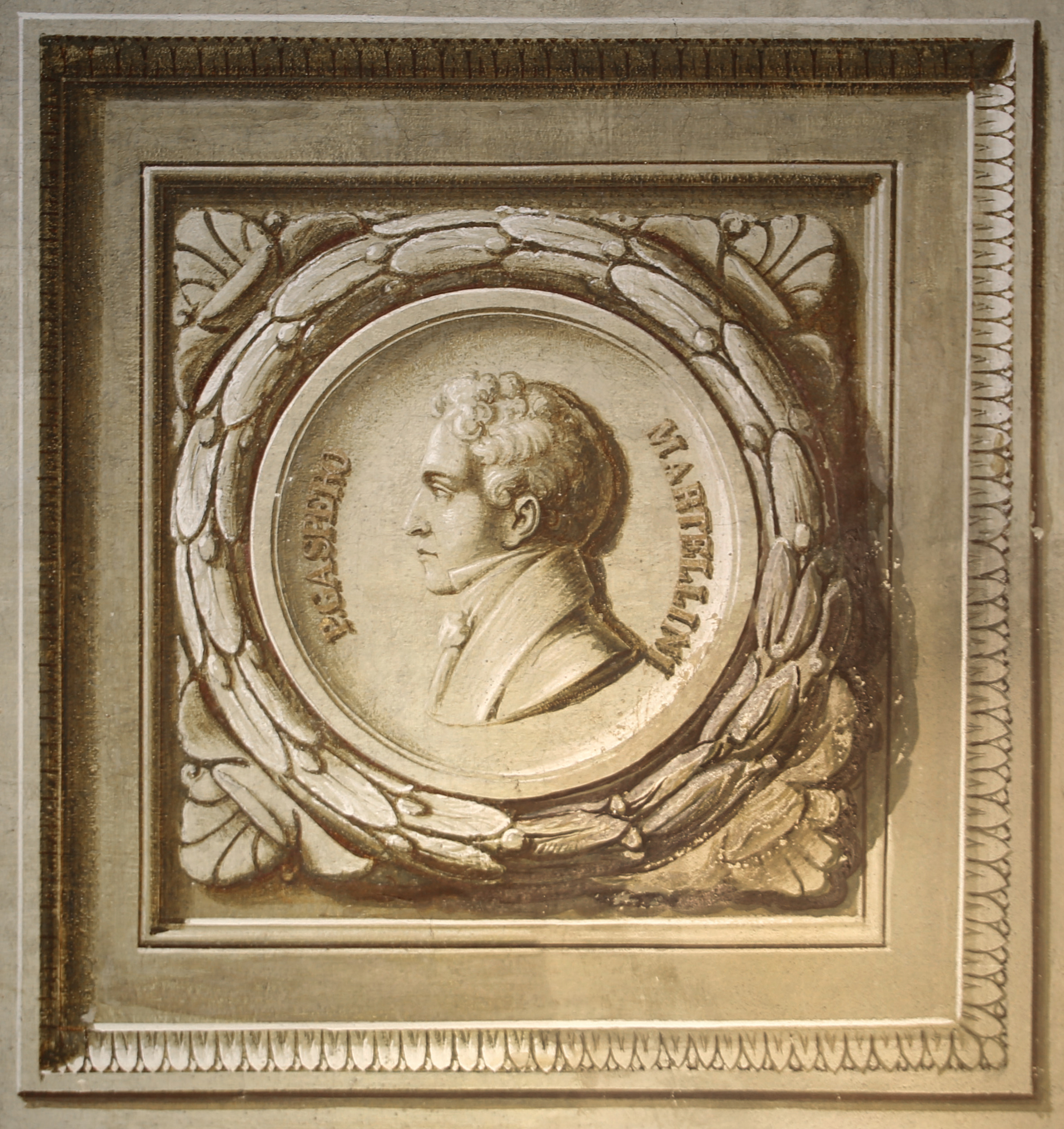
Medaglione col suo ritratto, nella villa Puccini di Scornio, Pistoia

Gaspare Martellini, chiamato anche Gasparo (Firenze, 15 febbraio 1785 – Firenze, 20 ottobre 1857), è stato un pittore italiano.

## Biografia
Nel 1801 si iscrisse all'Accademia di Belle Arti di Firenze e, dopo due anni, grazie al bozzetto in creta della Samaritana al pozzo, ottenne un sussidio per studiare scultura. Nel 1805 fu premiato per il disegno e l'anno successivo per la scultura. Successivamente, decise di passare al corso di pittura di Pietro Benvenuti, vincendo premi nel 1808 con alcuni bozzetti in creta e nel 1809 con il dipinto Eteocle che va a combattere con il fratello Polinice.
Nel 1811, pur avendo perso l'opportunità di studiare a Roma, fu coinvolto nei lavori di rinnovamento del palazzo Riccardi Strozzi insieme ad altri artisti. La sua abilità come frescante venne notata con le Storie di Ippolito nel gabinetto al pianterreno, ricevendo elogi per i suoi lavori.

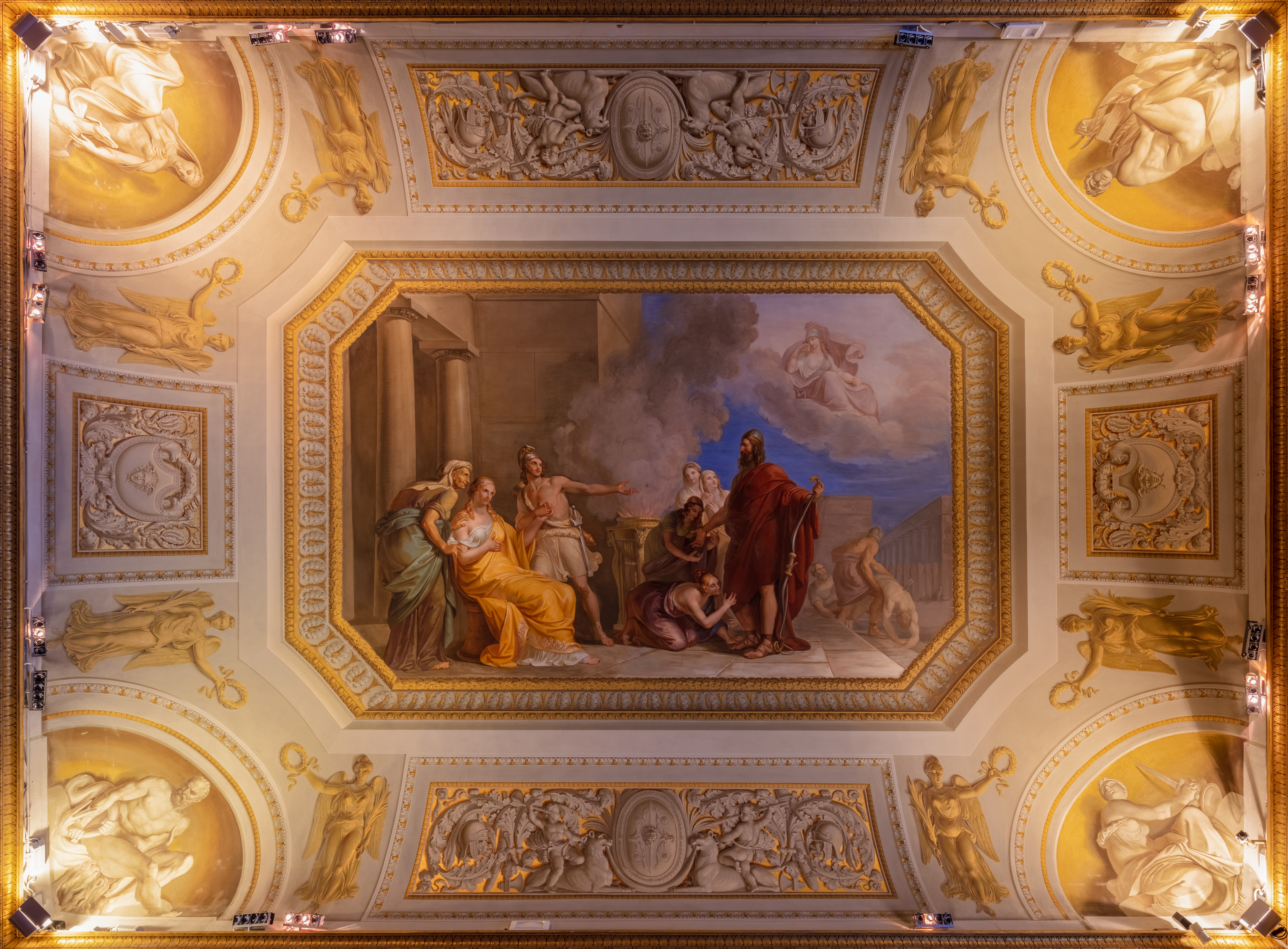
Ritorno di Ulisse a Itaca, palazzo Pitti

Nel 1816. fu nominato professore all'Accademia e venne chiamato assieme ad altri allievi del Benvenuti a lavorare a palazzo Pitti, dove Ferdinando III d'Asburgo Lorena aveva ripreso i lavori interrotti con l'esilio di Elisa Baciocchi. Il suo affresco Aurora a cavallo di Pegaso circondata dalle Arti e dal Tempo nella sala omonima, rifletteva la tradizione neoclassica, mentre nel soffitto della sala di Ulisse, al primo piano, raffigurante il Ritorno dell'eroe a Itaca, si notavano forme più libere e naturali, anticipando gli elementi tipici del Purismo neorinascimentale toscano.
Nel 1819, il M. fu chiamato a Lucca per lavorare alla decorazione della volta della sala dei ministri e consiglieri nel progetto di ingrandimento e rimodernamento della reggia ducale avviato da Lorenzo Nottolini. Qui mantenne il suo stile neoclassico nel dipingere un affresco rappresentante un'Allegoria del buon governo, intitolato La sfida di Pallade e Nettuno per il nome da darsi ad Atene, con personaggi come Solone, Fidia, Platone e Pericle, simboleggianti le qualità necessarie per il progresso di uno Stato. In seguito, realizzò le Storie di Teti nelle lunette della galleria sul gran terrazzo del palazzo.
Nel 1820 eseguì il dipinto Madonna con Bambino e san Giovannino (Firenze, Palazzo Pitti), in cui si possono notare influenze raffaellesche.
Nel 1821 gli vennero commissionati dal banchiere Michele Giuntini gli affreschi in uno dei salotti del piano nobile nel palazzo Vivarelli Colonna. I dipinti, come Virginia accusata davanti a Claudio e L'uccisione di Virginia per mano paterna, presentavano una rappresentazione teatrale invitando a riflettere sul tema della difesa della virtù. Anche la volta della sala era decorata con la raffigurazione di Amore legato ai piedi di Minerva, simboleggiante il dominio della ragione sulle passioni.
Nel 1822, su commissione dell'architetto Gaetano Baccani, collaborò con altri artisti per decorare i saloni del nuovo palazzo Borghese a Firenze. Alcuni dei suoi lavori inclusi il Trionfo di Scipione nel salone degli Specchi e Fetonte che domanda di poter condurre il carro del Sole nella camera rosa, mostravano una maggiore vivacità rispetto ai suoi lavori precedenti e una tendenza verso il colorismo seicentesco.
Negli anni successivi, continuò a lavorare a palazzo Pitti, realizzando il dipinto Tu Marcellus eris in un salone del secondo piano entro il 1825, con un linguaggio di tradizione accademica. Questo stile tra accademia e romanticismo si rifletteva anche nel dipinto disperso del Conte di Carmagnola che si separa dalla famiglia, realizzato nel 1828 durante la visita di Alessandro Manzoni a Firenze, e nel sipario perduto del teatro alla Pergola, datato entro il 28 dicembre 1828, che rappresentava l'Incoronazione di Petrarca a Campidoglio. Il gusto storicista è evidente anche nella tela esposta alla mostra dell'Accademia del 1829, intitolata Lo sbarco di Lorenzo il Magnifico a Napoli (Firenze, Galleria d'arte moderna), ispirata a un episodio trattato nelle storie fiorentine di Niccolò Machiavelli, fu successivamente acquistato da Leopoldo II di Lorena nel 1855.
Nel 1833, insieme a Nicola Monti e ad Antonio Marini, ricevette l'incarico del granduca di completare la decorazione della palazzina della Meridiana, collegandosi con le sale dipinte da Luigi Sabatelli nel 1807. In particolare, il Martellini si dedicò alla decorazione della camera da letto della granduchessa e della camera adiacente, con le Storie di Tobia a monocromo e con le Storie di Ester, esaltanti le virtù domestiche e religiose. 
Successivamente, partecipò ai lavori in palazzo Corsini al Prato, completando lo sfondo del salotto con l'affresco di Amore e Psiche. Si presume che nel medesimo periodo realizzò anche le Storie dell'America in una sala distrutta del palazzo di Ferdinando Bartolomei in via Lambertesca e il dipinto Madonna con il Bambino in braccio (Firenze, Palazzo Pitti), proveniente dal palazzo ducale di Lucca. Nel 1837, ricevette l'incarico di restaurare la decorazione trecentesca della cappella Tosinghi Spinelli in Santa Croce, in collaborazione col figlio Leopoldo.

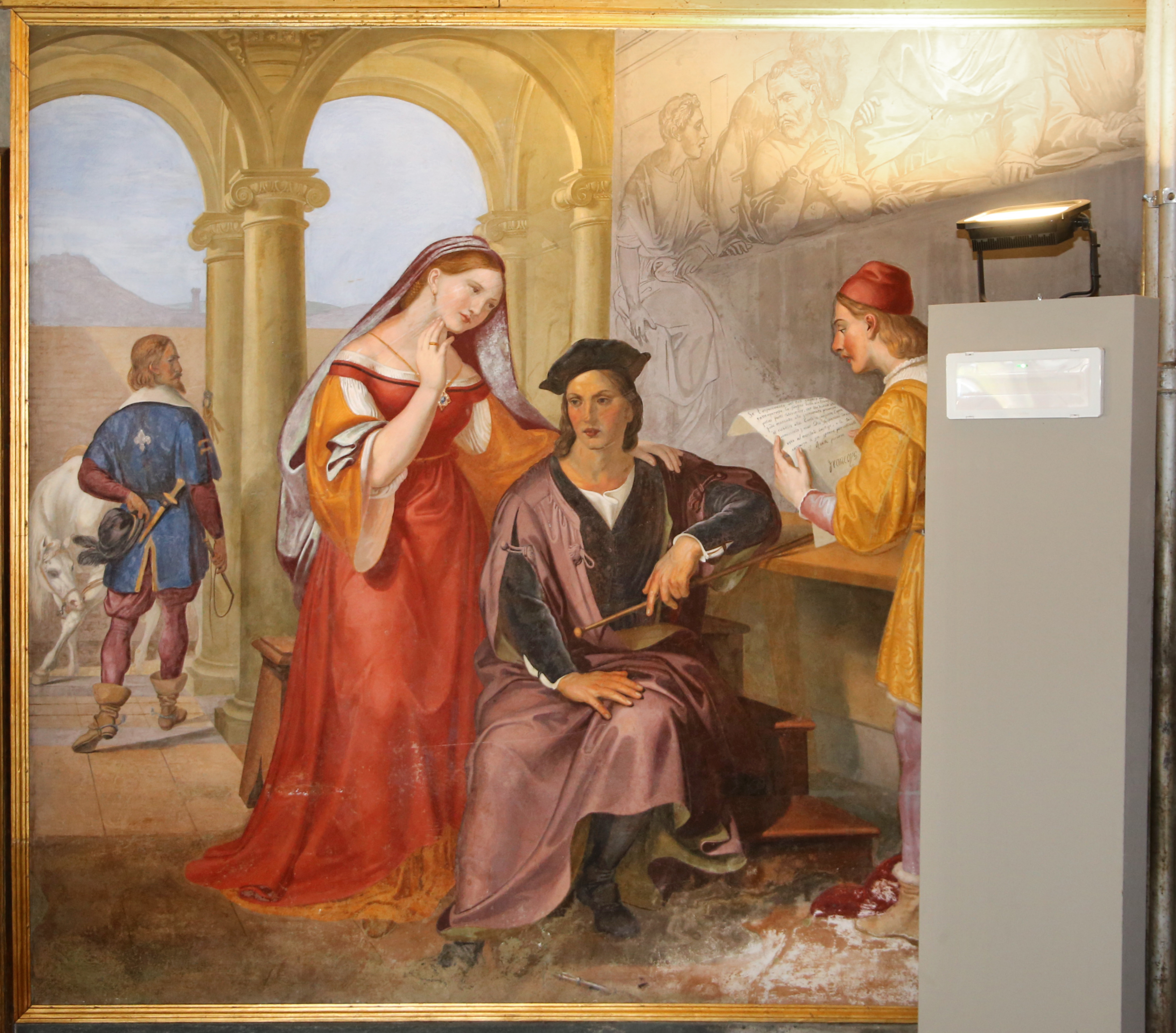
Andrea del Sarto che riceve una lettera di Francesco I, villa Puccini

Nell'estate del 1840, fu coinvolto nella decorazione della villa Puccini di Scornio presso Pistoia, in particolare nelle sale al piano terreno dove il committente Niccolò Puccini aveva ideato un programma decorativoispirato alla storia rinascimentale fiorentina, con l'obiettivo di sottolinearne il valore esemplare. In collaborazione con Luigi Sabatelli, Giuseppe Bezzuoli e Nicola Cianfanelli, il Martellini affrescò una parete dell'atrio settentrionale con  Andrea del Sarto che riceve la lettera di rimprovero del re di Francia entro il luglio 1841.
Successivamente tornò a Firenze per partecipare alla decorazione della Tribuna di Galileo, uno spazio dedicato alla celebrazione del famoso scienziato, su iniziativa di Leopoldo II e del direttore del Museo "La Specola", Vincenzo Antinori, secondo un programma che prevedeva la rappresentazione della storia della scienza sperimentale. A lui spettò la Riunione dell'Accademia del Cimento e nel 1852 fu anche chiamato a completare l'affresco di Alessandro Volta che presenta la scoperta della pila agli accademici di Francia alla presenza di Napoleone su disegno di Nicola Cianfanelli.
Al 1843 risale l'esecuzione gratuita dell'affresco con Gesù tra i fanciulli nel loggiato dello spedale degli Innocenti, mentre nel 1848 realizzò la Madonna e santi per il coro della chiesa di Santa Maria del Fiore a Lapo. Negli anni successivi questo filone religioso sarà promosso in esibizioni come quella della Società promotrice di Firenze del 1851, dove espose la Madonna con il Bambino e angeli e il Missionario che spiega il catechismo.